# 東京オフィス検索
東京オフィス検索（とうきょうオフィスけんさく）は、株式会社ボルテックスが運営する、東京都内の賃貸事務所・オフィス等の物件情報検索サイト、および、オフィス移転仲介サイトである。
東京都内約60,000棟の賃貸オフィス物件情報をデータベース化し、公開している。
オフィス物件情報の提供の他、東京の月極駐車場の検索サービスや、オフィス内装情報の提供も行われている

## サービス

### 賃貸オフィス情報の提供・仲介
東京都内の賃貸オフィスの情報を写真・図面を含めて掲載。

### 姉妹サイト
東京の他、札幌、横浜、名古屋、大阪、京都、神戸、広島、福岡での賃貸オフィス検索・仲介サービスを運営している。